# Firmat
Firmat è una città del dipartimento di General López nella provincia di Santa Fe, Argentina.

## Geografia fisica
Dista 107 km da Rosario, 58 km da Venado Tuerto e 261 km dalla capitale provinciale, Santa Fe.

## Storia
La città è stata fondata il 30 agosto 1888 da Carlos Casado del Alisal.

## Economia
È uno dei maggiori centri industriali della provincia di Santa Fe.

## Sport
La città è sede delle polisportive Club Atlético Argentino de Firmat e Firmat Foot Ball Club.
È la città natale del calciatore Walter Samuel.